# Dreamer (Livin' Joy)
Dreamer is een nummer van de Italiaanse danceact Livin' Joy uit 1994. Het is de eerste single van hun album Don't Stop Movin.
Het nummer flopte in Living Joy's thuisland Italië, maar werd wel een grote hit in het Verenigd Koninkrijk, waar het de nummer 1-positie bemachtigde. Ook in Nederland bereikte het nummer de hitlijsten. Het haalde een bescheiden 25e positie in de Nederlandse Top 40.